# دبیرستان پسرانه ایروان
دبیرستان پسرانه ایروان (ترکی آذربایجانی: İrəvan kişi gimnaziyası) در ۱۴ ژانویه ۱۸۳۲ به عنوان یک مدرسه اویزد ایروان افتتاح شد، در سال ۱۸۶۹ به یک پیش‌دبستانی و در ۳۱ مارس ۱۸۸۱ به جیمنازیوم مبدل گشت.

## اطلاعات کلی
دبیرستان پسرانه ایروان که در سال ۱۸۸۱ آغاز به کار کرد، ظرفیت ۲۱۶ دانش آموز را دارا بود و ریاست آن را «ولادیمیر ایوسیفوویچ براژنیکوف» به عهده داشت. فریدون‌بیگ کوچرلی، مدرس برجسته، در سالهای ۱۸۸۵ تا ۱۸۹۵ آموزگار شیفت شبانه در این مدرسه بود که سپس به عنوان معلم خوشنویسی در قسمت پیش‌دبستانی مشغول به کار شد.
مدت تحصیل در دبیرستان پسرانه ایروان ۴ سال بود. در سال ۱۸۸۳، ۳۷ آذربایجانی در این مدرسه مشغول به تحصیل بودند. اولین دانش آموزان در سال ۱۸۸۵ از این دبیرستان فارغ‌التحصیل شدند. «اسماعیل‌بیگ شفیع‌بیگف» رئیس بخش دانش آموزان مسلمان دبیرستان ایروان بود.
مصطفی توپچیباشوف، علی‌اکبرآقا شیخ‌الاسلامف، «تیموربیگ ماکینسکی»، عزیز علی‌اف، «ایرزابیگ حاجی‌بیگلینسکی» و «حبیب‌بیگ سلیمف» در زمره دانش آموختگان سرشناس دبیرستان پسرانه ایروان قرار داشتند.